# Susudel

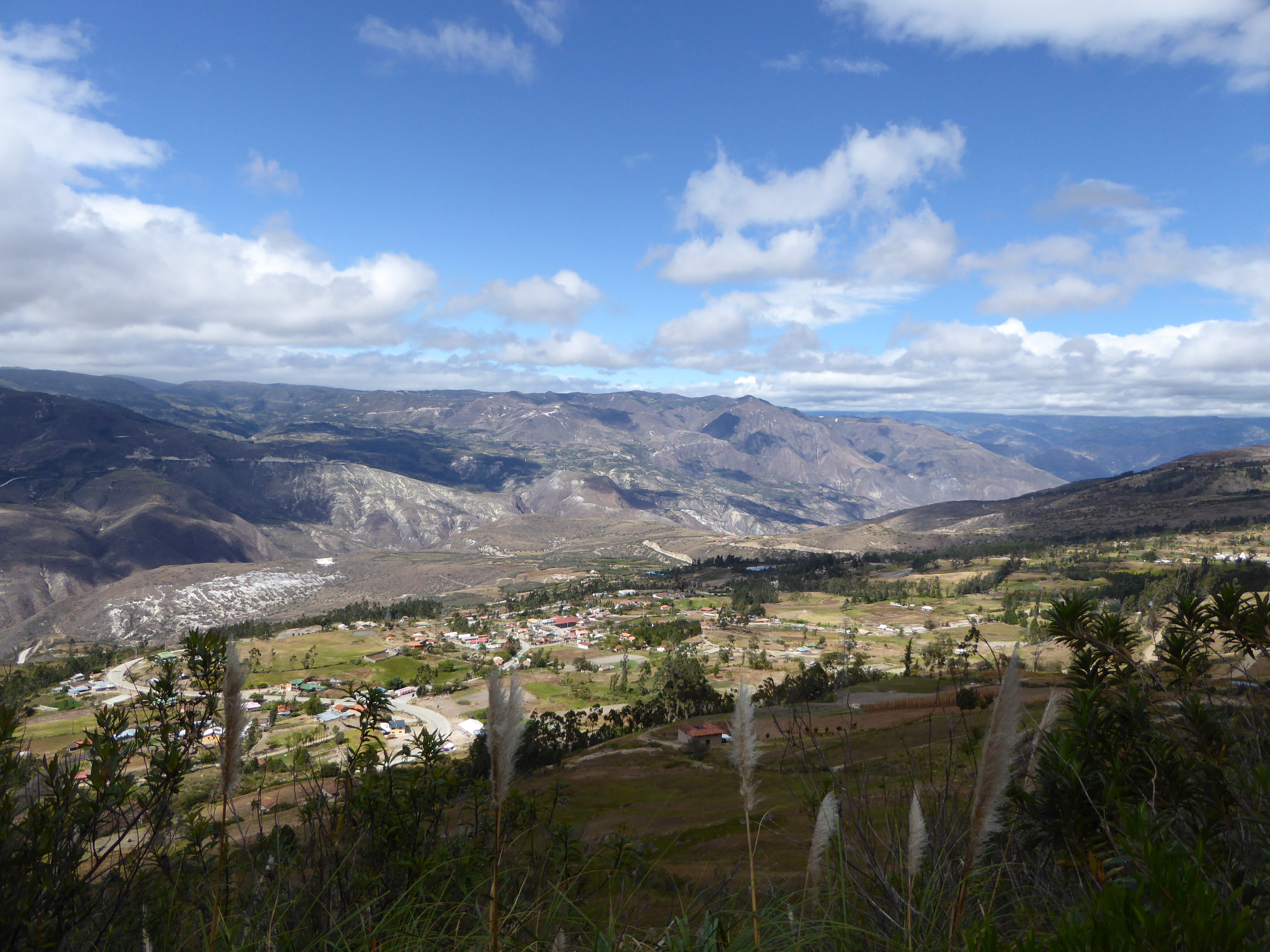
Blick von der E35 auf den östlichen Teil von Susudel

Susudel ist eine Ortschaft und eine Parroquia rural („ländliches Kirchspiel“) im Kanton San Felipe de Oña der ecuadorianischen Provinz Azuay. Die Parroquia besitzt eine Fläche von 72,57 km². Die Einwohnerzahl lag im Jahr 2010 bei 1188.

## Lage
Die Parroquia Susudel liegt in den Anden im Süden der Provinz Azuay. Der Río León, linker Quellfluss des Río Jubones, fließt entlang der östlichen und südlichen Verwaltungsgrenze nach Südwesten. Entlang der westlichen Verwaltungsgrenze verläuft ein 3100 m hoher Bergkamm in SW-NO-Richtung. Der Hauptort Susudel liegt auf einer Höhe von etwa 2350 m, knapp 8 km nordnordwestlich vom Kantonshauptort San Felipe de Oña. Die Fernstraße E35 (Cuenca–Loja) führt an Susudel vorbei.
Die Parroquia Susudel grenzt im Norden und im Nordosten an Parroquias Las Nieves und Cochapata (beide im Kanton Nabón), im Südosten an die Parroquia San Felipe de Oña, im Süden an die Parroquias El Tablón und San Antonio de Cumbe (beide im Kanton Saraguro, Provinz Loja) sowie im Westen und im Nordwesten an die Parroquia El Progreso (Kanton Nabón).

## Kirche in Susudel
Die Kirche in Susudel stammt aus der Kolonialzeit. Deren Bau begann im siebzehnten Jahrhundert und wurde 1752 von Joseph Serrano de Mora fertiggestellt. Am 28. März 2013 wurde die Kirche von Susudel zu einem nationalen Kulturerbe erklärt.